# وایترسبورن
وایترسبورن (به آلمانی: Weitersborn) یک شهر در آلمان است که در باد کرویتسناخ واقع شده‌است. وایترسبورن ۲۸۰ نفر جمعیت دارد.